# Epitaph (album God Is an Astronaut)
Epitaph è l'ottavo album in studio del gruppo musicale irlandese God Is an Astronaut, pubblicato il 27 aprile 2018 dalla Napalm Records.

## Descrizione
Contrariamente a quanto operato in passato, Epitaph è caratterizzato da sonorità meno immediate e influenzate maggiormente da sonorità dark ambient e doom, pur mantenendo l'impronta post-rock tipica del gruppo. La scelta di adattare tali sonorità è stata dettata dal fatto che il disco è un omaggio alla memoria del cugino di Torsten e Niels Kinsella, scomparso all'età di sette anni.
La pubblicazione dell'album è stata anticipata tra marzo e aprile dal singolo omonimo e da Komorebi, entrambi accompagnati dai rispettivi videoclip.

## Tracce
1. Epitaph – 7:53
2. Mortal Coil – 5:32
3. Winter Dusk/Awakening – 6:42
4. Seance Room – 7:40
5. Komorebi – 5:31
6. Medea – 6:58
7. Oisín – 4:18

## Formazione
Gruppo
- Torsten Kinsella – chitarra, pianoforte, sintetizzatore, voce
- Niels Kinsella – basso
- Lloyd Hanney – batteria

Altri musicisti
- Jimmy Scanlon – chitarra aggiuntiva (tracce 1-6)
- Jamie Dean – pianoforte e tastiera aggiuntive (tracce 1-3)
- Brian Harris – chitarra aggiuntiva (traccia 2)

Produzione
- God Is an Astronaut – produzione, missaggio
- Xenon Field – post-produzione, programmazione
- Tim Young – mastering